# Nybro Idrottsförening
O Nybro Idrottsförening, ou simplesmente Nybro IF, é um clube de futebol da Suécia fundado em 1906. Sua sede fica localizada em Nybro. Suas principais cores são o vermelho e o amarelo.